# Zakład leczniczy dla zwierząt
Zakład leczniczy dla zwierząt - pojęcie z zakresu medycyny weterynaryjnej. Zgodnie z Ustawą z dnia 18 grudnia 2003 r. o zakładach leczniczych dla zwierząt takim zakładem są:
- gabinet weterynaryjny
- przychodnia weterynaryjna
- lecznica weterynaryjna
- klinika weterynaryjna
- weterynaryjne laboratorium diagnostyczne[1].